# Giovanni Bernardo Carbone
Ne doit pas être confondu avec Giovanni Bernardo Carlone.
Giovanni Bernardo Carbone (né le 12 mai 1616 à Gênes, dans le quartier d'Albaro - mort le 11 mars 1683 dans la même ville) était un peintre baroque italien appartenant à l'école génoise.

## Biographie
Giovanni Bernardo Carbone commence son apprentissage avec Giovanni Andrea de Ferrari et il est le contemporain, dans l'atelier, de deux autres de ses élèves : Giovanni Benedetto Castiglione et Andrea Podesta. Comme Ferrari, il fut influencé par Bernardo Strozzi. 
Les autres influences de son style lui viennent d'un séjour à Venise entre 1643 et 1650, de ses compagnons Valerio Castello and Casone.
Au début de l'année 1659, il complète la fresque de la Présentation de la Vierge pour l'église Santa Maria dello Zerbino qui avait été laissée inachevée par la mort de Valerio Castello, en 1659.
En 1662, il peint Saint Louis de France en adoration devant la croix pour l'église Santissima Annunziata de Gênes. Il y montre son goût pour un chromatisme éclatant.
Par la suite, il va se consacrer presque exclusivement au portrait en imitant la manière de Antoine Van Dyck. Dans ses premiers tableaux, l'ensemble est assez rigide, les couleurs ternes, les ombres opaques. Ce n'est que quelques années plus tard qu'il a réussi à faire la synthèse entre figure et éléments décoratifs, à donner une profondeur psychologique à ses modèles comme dans le Portrait d'un gentilhomme.

## Œuvres
- Portait de Giulio Bonacina, musée des beaux-arts de Cambrai

## Sources
- (en) Cet article est partiellement ou en totalité issu de l’article de Wikipédia en anglais intitulé « Giovanni Bernardo Carbone » (voir la liste des auteurs) du 07/08/2007.